# Rickebasta alsumpskog
Rickebasta naturreservat är ett naturreservat i Knivsta kommun i Uppsala län.
Området är naturskyddat sedan 2010 och är 16 hektar stort. Reservatet består av sumpskog omgiven av en uppodlad dalgång. 